# Суматранский лангур
Суматранский лангур (лат. Presbytis melalophos) — вид приматов из семейства мартышковых.

## Классификация
Из-за больших различий в окрасе шерсти, классификация вида сложна и дискуссионна. Ранее в состав вида в качестве подвидов включались Presbytis chrysomelas, Presbytis femoralis, Presbytis natunae и Presbytis siamensis, сейчас считающиеся отдельными видами. В настоящее время выделяют четыре подвида суматранского лангура: P. m. melalophos, P. m. sumatrana, P. m. mitrata и P. m. bicolor. Впрочем, некоторые приматологи указывают на то, что некоторые из этих подвидов могут считаться отдельными видами.

## Описание
У суматранских лангуров слабовыраженные надбровные дуги, кольца вокруг глаз и хохолок тёмных волос на макушке. Новорождённые обычно белые, с тёмной полосой на плечах и вдоль спины и хвоста. Расцветка взрослых животных может быть различной: коричневато-красной, тёмно-серой, светло-оранжевой, белой и других оттенков. На брюхе и груди шерсть обычно светлее. Хвост и конечности длинные, приспособлены к перемещению в кронах деревьев. Пальцы длинные, большой палец рудиментарный.

## Поведение
Суматранские лангуры активны в течение дня и раннего вечера. В основном древесные животные, однако достаточно много времени проводят на земле. Образуют группы от 12 до 18 особей. В группе может быть как один доминантный самец, так и несколько самцов. Существуют также группы, состоящие из одних самцов, не нашедших себе самок.
Листья составляют примерно треть рациона, помимо листьев питаются семенами, фруктами, цветами и кореньями. Известны случаи, когда эти приматы повреждали посевы батата, выкапывая молодые клубни. Всего в рационе не менее 55 различных видов растений.
Самки достигают половой зрелости в возрасте четырёх лет, самцы становятся половозрелыми между четырьмя и пятью годами. Выраженного сезона размножения нет. В помёте обычно один детёныш, реже случаются двойни. Взрослеют достаточно рано, к десятимесячному возрасту самцы покидают родную группу.

## Распространение
Встречаются на острове Суматра в Индонезии и близлежащих островах.
- Presbytis melalophos melalophos — юго-западная часть Суматры
- Presbytis melalophos mitrata  — юго-восточная часть Суматры
- Presbytis melalophos bicolor — западная и центральная часть Суматры
- Presbytis melalophos sumatrana — западная Суматра и небольшой остров Пини (острова Бату) западнее Суматры[2].

## Статус популяции
Международный союз охраны природы присвоил этому виду охранный статус «Вымирающий» (англ. Endangered). Основные угрозы популяции — охота ради мяса и использования в народной медицине, а также разрушение среды обитания.